# Золотокіс буробокий
Золотокіс буробокий (Cossypha anomala) — вид горобцеподібних птахів родини мухоловкових (Muscicapidae). Мешкає в Мозамбіку, Танзанії, Замбії та Малаві.

## Підвиди
Виділяють чотири підвиди:
- C. a. grotei (Reichenow, 1932) — поширений на сході та півдні Танзанії;
- C. a. anomala (Shelley, 1893) — поширений на горі Муландже[en] (на півдні Малаві) та на горі Намулі[en] (на півночі Мозамбіку);
- C. a. macclounii (Shelley, 1903) — поширений на південному заході Танзанії, на півночі Малаві та на північному сході Замбії;
- C. a. mbuluensis (Grant, CHB & Mackworth-Praed, 1937) — мешкає на півночі центральної Танзанії.

## Поширення і екологія
Буробокі золотокоси живуть в густому підліску гірських тропічних лісів.